# Vardousia (Berg)
Vardousia (griechisch Βαρδούσια; altgriechisch Κόραξ Korax) ist eine Bergkette im Regionalbezirk Fokida der Region Mittelgriechenland. Das Bergmassiv mit seinem höchsten Gipfel, dem Korakas (griechisch Κόρακας) ist der siebthöchste Berg in Griechenland. Das Vardousia-Massiv ist eine südöstliche Fortsetzung des südlichen Pindos-Gebirges.
Das Vardousia-Massiv wird in drei geographischen Teilen betrachtet: das nördliche Vardousia-Massiv mit dessen höchsten Gipfel Siniani (Höhe 2059 m), das westliche, sehr steile Vardousia-Massiv mit dessen höchsten Gipfel Soufles (Höhe 2260 m) und dem weiter nördlich befindlichen Gipfel Alogorachi (Höhe 2270 m) und das südliche Vardousia-Massiv. In letzterem findet sich auch der höchste Gipfel des gesamten Vardousia-Massivs, der Korakas mit einer Höhe von 2495 m. Das südliche Massiv ist in Nord-Süd-Richtung mit einer Kette von Gipfeln ausgerichtet und endet mit seinen Ausläufern in der Hochebene von Lidoriki, welche durch den Mornos-Stausee geflutet ist. Es ist auch das größte der drei Teilmassive. In diesem finden sich weitere hohe Gipfel (von Norden nach Süden) wie Pyramida (2383 m),  Kokkinias (2403 m), Ornio (2287 m), Trapezaki (1685 m) und Profitis Ilias (1100 m) in unmittelbarer Nähe zum Mornos-Stausee.
Das gesamte Vardousia-Massiv hat eine maximale Nord-Süd-Ausdehnung von 28 bis 30 km und eine maximale West-Ost-Ausdehnung von 15 bis 16 km. Östlich und ostsüdöstlich findet sich getrennt durch den Oberlauf des Flusses Mornos das Giona-Massiv. Westlich vom Vardousia-Massiv findet sich die Berge Kokkinias, Tsakalaki und Ardinis, weiter westlich der Gebirgszug des Panetoliko (alle in Ätolien-Akarnanien), nordnordöstlich das Oita-Gebirge (teilweise in Fthiotida), nordwestlich der Berg Oxia in der Präfektur Evrytania. Südwestlich finden sich die Ori Lidorikis (bereits südlich und östlich des Mornos-Stausees) und die Ori Tolofonas (südlich und westlich des Mornos-Stausees)